# Lennart Bernadotte
Gustaf Lennart Nicolaus Paul Bernadotte (født 8. maj 1909 i Stockholm, død 21. december 2004 på Schloss Mainau, Mainau, Bodensøen, Tyskland) var en svensk prins, der var søn af Prins Wilhelm af Sverige og Storfyrstinde Maria Pavlovna af Rusland.
Prins Lennart måtte give afkald på sine svenske kongelige titler, da han giftede sig morganatisk med Karin Nissvandt i 1932. I 1951 fik han i stedet tildelt den luxembourgske titel Greve af Wisborg af Storhertuginde Charlotte af Luxembourg. Han blev skilt fra Karin Nissvandt i 1971 og blev gift for anden gang i 1972 med Sonja Haunz.